# ایگور اسنیتکو
ایگور اسنیتکو (به انگلیسی: Ihor Snitko) (زادهٔ ۱۳ اوت ۱۹۷۸) شناگر اهل اوکراین است.